# Jazz blanco
Jazz blanco es una novela negra de James Ellroy además de cuarto y último libro del llamado "Cuarteto de Los Angeles" que comenzó con La dalia negra, siguió con El gran desierto, y L.A. Confidential. James Ellroy dedicó Jazz blanco "A Helen Knode." El Epígrafe del libro es "'In the end I possess my birthplace and I am possessed by its language.' -Ross MacDonald."
El protagonista de la novela es el teniente David Klein, un veterano y corrupto policía que a veces acepta encargos del crimen organizado.
La novela puede leerse de forma independiente, pero muchos personajes aparecen ya en los libros precedentes, como Edmund Exley y Dudley Smith. También aparece por primera vez Pete Bondurant, uno de los protagonistas centrales de la trilogía "USA underworld", que fue el siguiente trabajo de Ellroy como novelista.

## Argumento
(contiene spoilers)
A diferencia de sus dos libros anteriores, Jazz blanco está contado desde el punto de vista de un solo protagonista y no de tres: el de Dave Klein, un teniente de la policía de Los Ángeles, totalmente corrupto.
Klein y su compañero, George Stemmons, son enviados a proteger a un testigo, pero el jefe mafioso Mickey Cohen llama a Klein para pedirle un pequeño favor, que mate al testigo, Klein lo hace y arregla todo para que parezca un suicidio.
Cuando Klein regresa a su casa hace un repaso mental de toda su vida: hijo de un padre violento al que tuvo que amenazar con matarlo para que dejase en paz a su hermana, por la que siempre sintió cierta atracción prohibida. Sirvió en el ejército durante la Segunda Guerra Mundial y combatió a los japoneses. Se hizo policía y estudio derecho en la Universidad, pero tuvo que recurrir a otros trabajos poco honrados para pagarse la carrera, desde entonces mantiene contactos con la mafia.
el capitán Wilhite, jefe de Klein y del corrupto departamento de narcóticos, le llama después para que investigue un robo en la casa de J.C. Kafesjian, un conocido traficante.
Cuando llega allí, además del robo se encuentra con un siniestro panorama: dos perros muertos con los ojos arrancados.
Mientras Klein investiga el caso, recibe otro encargo del millonario Howard Hughes, para obtener información sobre una actriz que no ha respetado el contrato llamada Glenda Bledsoe. El vengativo Hughes quiere ahora acusarla de ser alcohólica, drogadicta, comunista, lesbiana o ninfómana. Klein se da cuenta de que Hughes esta rabioso porque no consiguió acostarse con ella."
Klein encuentra pruebas contra Glenda a través de Mickey Cohen, pero también se da cuenta de que se está enamorando de Glenda y decide no ayudar a Howard Hughes a destruir su carrera de actriz.
Klein comienza también a trabajar con Exley en su lucha contra Dudley Smith por el control del departamento de policía, juntos descubren que Dudley Smith tiene el plan de vender heroína en exclusiva a la población negra del Southside para "contener" el crimen en esa área.
Klein encuentra al asesino de perros, Wylie Bullock. Cuando Dudley Smith le ofrece un trato para que traicione a Exley, Klein lleva a Bullock, un psicópata que odia a Smith, a la cita. Cuando se encuentran esa noche, Bullock ataca a Smith y le desfigura el rostro. Klein mata a Bullock y es capturado.
Los federales ganan la custodia de Klein, que escribe una confesión de todos los crímenes que ha cometido en 94 páginas. también envía una copia a la revista Hush-Hush, a Los Angeles Times, y a la fiscalía general del estado. Más tarde Klein escapa y se esconde con Pete Bondurant. Después de su fuga, la confesión de Klein cae en oídos sordos y solo la revista Hush-Hush la imprime. pero incluso Hush-Hush es silenciada por un mandato judicial ya que la confesión de Klein "hubiese puesto de rodillas al LADP". Howard Hughes se siente traicionado por Dave Klein, que ayudó a Glenda, así que hace que Bondurant le pegue una paliza que le manda directo al hospital. En cambio, Exley, en pago por su ayuda le manda un pasaporte en blanco y un revólver con una nota en la que dice lo use con Smith, si lo considera oportuno. En lugar de eso Klein lo usa para asesinar a J. C. Kafesjian, y Tommy Kafesjian en castigo por haber ultrajado a unas chicas. Klein pasa una última noche con Glenda Bledsoe, la toma una foto para recordarla y coge un vuelo a Rio.

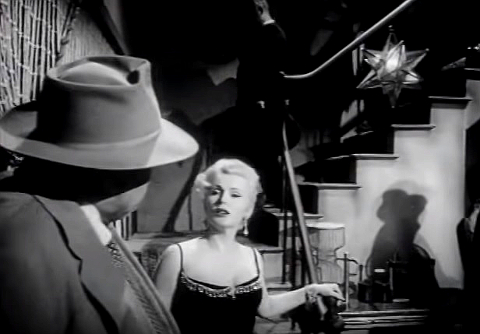
Zsa Zsa Gabor es uno de los personajes reales que aparecen en la obra

## Críticas literarias
Las críticas del libro fueron bastante positivas. "Más negra que el género negro"--Publishers Weekly. "Hace que otras novelas de detectives parezcan cuentos para niños."--San Francisco Examiner. "La décima novela de Ellroy presenta increíblemente crueles oficiales de policía que no están solo tentados por la corrupción sino que usan su trabajo policial como un complemento a actividades ilegales más lucrativas."--New York Newsday.
En 1992, con los disturbios raciales de Los Ángeles como telón de fondo, Wendy Lesser, escribió para The New York Times:
What the real Los Angeles possesses, amid all its fiery disintegration, is what Mr. Ellroy's latest novel keenly lacks: a coherent narrative line. We may not have been pleased about what was happening this spring, but we knew why it was happening. In White Jazz, I was lost by page 56—the page on which the author explicitly reveals whatever plot the novel is going to have. ("Instinct—call me bait—a bad cop sent out to draw heat," Klein correctly guesses.) For the next 300 pages it was just a matter of waiting out the body count and wishing for a more interesting variety of subject-verb combinations.  Mr. Ellroy, in order to pack maximo action into minimo pages, has developed what he clearly views as a whiplash telegraphic style. No doubt the violence done to the English language is meant to mirror the violence done to humanity by its fellow humanity (I'm being charitable here). But we can't really begin to care about characters who never even get to inhabit a complete sentence.

## Intentos de adaptación
Ha habido varios desde 1992, pero en 2009 Ellroy dijo que la adaptación de Jazz blanco y todas sus demás novelas "estaban muertas".

### Historia
Ellroy completo un esbozo de guion de 131 páginas en 1997. En 1998, Robert Richardson firmó para dirigir bajo la producción de Fine Line Features. 
En 2001 se rumoreó que Nick Nolte y John Cusack protagonizarian el film junto a Winona Ryder como Glenda. 
En el guion trabajaron Ellroy y Christopher Cleveland. Cuando el proyecto fracasó, Richardson se quejó de que los proyectos on muy impredecibles.
El 30 de noviembre de 2006, se informó que George Clooney estaba listo para protagonizar una versión ciematográfica de la novela a la que acababa de dar luz verde para la productora Warner Independent Pictures. Clooney was also on board as producer along with his Smoke House partner Grant Heslov. The film was to be written by Matthew Michael Carnahan and directed by his brother Joe Carnahan. Both Jason Bateman and Peter Berg had signed on to appear in the film. The script changes the Armenian Kafesjian family in the novel to the Mexican Magdalena family. Joe Carnahan said this of his brother's script, "It’s, to me, what that book always was – the point of departure from the Eisenhower '50s to the psychedelic freakshow, Manson '60s. It’s a total combination of the two with a heavy, heavy voice-over narration, this kind of classic noir." Carnahan had also confirmed that the characters of Ed Exley and Dudley Smith would not be in the film version despite their presence in the book, as Regency Productions has its own plans for a sequel to L.A. Confidential and asked the director to remove Exley from his screenplay as they own the rights to the character. Instead, the Carnahans had constructed a "doppelganger" for Exley, "giving him all of [his] traits and speech patterns."
Carnahan described his vision of White Jazz as reflecting the "kind of mid-century explosion of art and music, and really letting that be the kind of guiding force behind it, as opposed to making it like this ... all 'period suits'. I really want to try to make it as accurate a reflection of L.A. at that moment in time as I can." He also commented on George Clooney's willingness to play an unlikable character for the first time. "He's made that very clear to me: 'I have no other desire than to play what's in that script.' And what's in that script is a pretty despicable guy at times, and pretty nefarious and nasty and selfish." Carnahan also touched upon how he trimmed down the novel's numerous subplots because "I always thought that as much as I love White Jazz, it became almost unfilmable at some point, because there are so many strands, so much, and it became so psychotic ... that's what made it such a great book, but those things would not carry over into the filmic realm, I thought, with ease."
Clooney later dropped out of starring in the film due to scheduling conflicts with other projects. Chris Pine, who was also up for a role in the film, decided to take on the role of James T. Kirk in J. J. Abrams' 2009 Star Trek film. Having finished the last draft of the screenplay, Carnahan initially stated that he would still make the film and had "a couple of options in terms of other actors that I am completely over the moon for."